# Сител

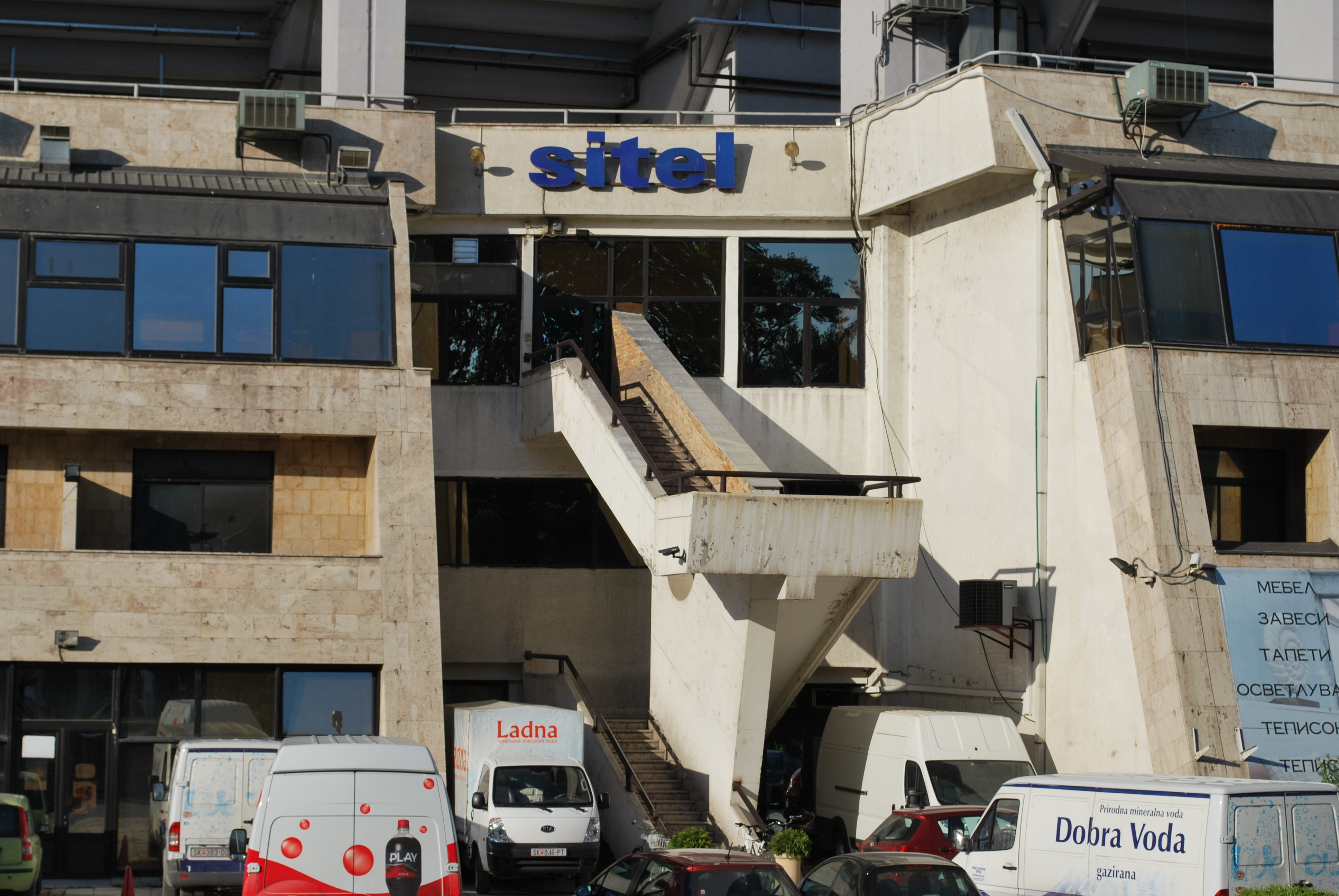
Центр телеканала «Сител»

Сител — частный телевизионный канал Северной Македонии, известный благодаря показу турецких и латиноамериканских теленовелл.

## Краткая история
Основан 22 января 1993 года как один из первых частных телеканалов Северной Македонии. Трансляция телеканала началась в Скопье, позднее распространившись на всю страну. В июле 2008 года Сител открыл свой спутниковый телеканал Сител 3, 20 июня 2013 года им была запущена региональная версия Сител 2. После закрытия телеканала А1 «Сител» вышел в лидирующие позиции в рейтинге самых популярных телеканалов. В настоящее время на телеканале работает около 150 человек (руководители, телеведущие, корреспонденты и дикторы).

## Сетка вещания
Основу сетки телевещания составляют телесериалы из Латинской Америки и Турции с синхронным переводом на македонский. Ежедневно  в 16:00 выходит краткосрочный выпуск новостей, в 19:00 и 23:00 (иногда 23:15) выходит более подробная информационная программа. Также транслируются культурно-познавательные программы, детские телешоу и спортивные трансляции.